# Selište (Žagubica)
Pour les articles homonymes, voir Selište et Selišta.
Selište (en serbe cyrillique : Селиште) est un village de Serbie situé dans la municipalité de Žagubica, district de Braničevo. Au recensement de 2011, il comptait 355 habitants.

## Démographie

### Évolution historique de la population
| 1948 | 1953 | 1961 | 1971 | 1981 | 1991 | 2002 | 2011 |
| ---- | ---- | ---- | ---- | ---- | ---- | ---- | ---- |
| 624  | 650  | 661  | 603  | 643  | 585  | 453  | 355  |

|  |